# مسیحی (فیلم ۱۹۲۳)
مسیحی (انگلیسی: The Christian) فیلمی در ژانر درام است که در سال ۱۹۲۳ منتشر شد. از بازیگران آن می‌توان به ریچارد دیکس، مائه بوش، آیلین پرینگل و برل مرسر اشاره کرد.